# 吳璉 (明朝)
吳璉（15世紀—16世紀）字美中，廣東南海縣人，明朝政治人物。進士出身。

## 生平
吳璉在明朝成化十年甲午科举人，二十年（1484年）中進士，授含山縣知縣，後因服喪辭官，之後復為進賢縣知縣，称病辞官。因子封為南京戶部署員外郎。吳璉「操守廉潔，以德化民」，「政暇授生徒以周易」。著有《竹庐集》、《洗炭录》。

## 家族
吳璉有三子：吳允禎，歷戶部郎中，出知永州府；吳允祿，歷吏部郎中，出為湖廣參政；吳允裕，舉於鄉，判寧波府。父子兄弟皆有學問。